# Sant'Angelo in Lizzola
Sant'Angelo in Lizzola este o comună din provincia Pesaro e Urbino, regiunea Marche, Italia, cu o populație de 8.749 de locuitori și o suprafață de 11,73 km².

## Demografie
Format:Demografia/Sant'Angelo in Lizzola